# Ryōmaden
 (juin 2020).
Le contenu est difficilement compréhensible vu les erreurs de traduction, qui sont peut-être dues à l'utilisation d'un logiciel de traduction automatique.
Vous pouvez aider à l'améliorer ou bien discuter des problèmes sur sa page de discussion.
- Il ne cite pas suffisamment ses sources. Vous pouvez indiquer les passages à sourcer avec {{référence nécessaire}} ou {{Référence souhaitée}}, et inclure les références utiles en les liant aux notes de bas de page. (Marqué depuis août 2024)
- Certaines informations devraient être mieux reliées aux sources mentionnées dans la bibliographie ou les liens externes. Améliorez sa vérifiabilité en les associant par des références. (Marqué depuis août 2024)

- Archive Wikiwix
- Bing
- Cairn
- DuckDuckGo
- E. Universalis
- Gallica
- Google
- G. Books
- G. News
- G. Scholar
- Persée
- Qwant
- (zh) Baidu
- (ru) Yandex
- (wd) trouver des œuvres sur Wikidata

Ryōmaden (龍馬伝) est la 49e saison annuelle de la série dramatique Taiga parue sur le chaîne publique japonaise NHK. Elle a été diffusée du 3 janvier au 28 novembre 2010, couvrant 48 épisodes. L'histoire est centrée sur la vie du personnage historique du XIXe siècle Sakamoto Ryoma, raconté par Iwasaki Yataro. Tous deux vivaient à la fin du shogunat de Tokugawa. Les deux acteurs principaux sont  Masaharu Fukuyama dans le rôle de Sakamoto Ryōma ((坂本龍馬)) et Tatsuomi Hamada dans le rôle du jeune Ryōma 

## Synopsis
En 1882, le président de Mitsubishi Bateau Postal, Yataro Iwasaki, est sollicité par un journaliste qui faisait d'enquête pour son livre sur Ryoma Sakamoto. Yataro répondait "Ryoma était l'homme le plus détesté au monde. Il n'y avait aucun homme aussi en colère!" Après cela, il pleurait et riait pour une raison quelconque. 
Yataro et Ryoma étaient tous les deux des samouraïs de bas rang (ja. kashi) du domaine de Tosa à Shikoku. Dans un système féodal rigide, le kashi a été supprimé par joshi, la classe sénior de samouraï. Ryoma excelle dans l'art du sabre et se rend à Edo pour une formation complémentaire. 
En 1853, une flotte américaine visita le Japon et, sous leurs armes supérieurs, le Japon accepta d'abandonner sa politique d'autarcie. Bientôt, le pays s'est divisé entre une faction pour le commerce ouvert et une autre qui veut expulser les étrangers. Yataro reste fidèle à Tosa et apprend le commerce. Ryoma, en revanche, s'échappe du clan de Tosa et devient un ronin, à la recherche d'une vision d'avenir pour le Japon. 
Ryoma se demande s'il est utile de maîtriser l'escrime contre les navires à vapeur et les armes occidentales avancées. Il vient à croire que le véritable ennemi est la menace de la colonialisme. La seule façon d'éviter ce sort est de renverse le Shogunat, par des moyens pacifiques. Mais il n'est qu'un ronin, sans statut ni argent. 
Néanmoins, son caractère charmant et ses tripes lui valent des amis, et il implique beaucoup d'autres pour la lutte pour la survie du Japon, au crépuscule de l'âge des samouraïs.

## Fiche technique
| Pays         | Traduction          | Réseaux                          | Remarques                         |
| ------------ | ------------------- | -------------------------------- | --------------------------------- |
| Taïwan       | Sous-titré          | Réseau de télévision Videoland   | 15 novembre 2010 -                |
| Corée du Sud | Sous-titré          | Canal J                          | 17 janvier 2011 -                 |
| Thaïlande    | Sous-titré          | Thai PBS                         | 17 mars 2011 - 1er septembre 2011 |
| Hong Kong    | Doublé / Sous-titré | Chaîne de divertissement i-CABLE | 9 mai 2011 -                      |
| États-Unis   | Aucun               | TV Japon                         | 2010                              |
| Canada       | Aucun               | TV Japon                         | 2010                              |
| Porto Rico   | Aucun               | TV Japon                         | 2010                              |
| Brésil       | Aucun               | NHK                              | 2010                              |